# パレール
パレールは、川崎市川崎区東田町の再開発地区である。

## 歴史
国道15号と市役所通りが交差する宮前交差点南西の一角は木造の低層店舗や店舗兼住宅が多く、戦後は発展したが、次第に商業の中心は川崎駅前に移り低迷した。土地の利用度が低く老朽化も進んでいた。1972年（昭和47年）に、組合による再開発を前提とした再開発準備組合が発足、1975年に再開発基本計画が策定された。その間にオイルショックなどがあり、組合単独での実施は困難と判断。住宅・都市整備公団（現 都市再生機構）に施行を要請。組合、公団、市の三者が協力して再開発を進めることとなった。1988年5月に着工、1990年10月16日に竣工した。総事業費は約274億円であった。

## 館構成
地下1階・地上20階建ての業務行政棟（パレール三井ビルディング）、地下1階・地上19階建ての住宅棟、地下1階・地上7階建ての駐車場棟、地下1階・地上4階建ての商業棟の4館からなる。都市再開発事業としては日本で初めて、コジェネレーション方式の地域熱供給が導入されている。2000年からは業務行政棟をグリーン館、住宅棟をブルー館、駐車場棟をイエロー館、商業棟をブルー館に色分けした。業務行政棟の1階から7階にかけては川崎区役所が入る。地階には、当初は核テナントとして相鉄ローゼン川崎パレール店が営業していたが賃貸借契約満了のため2010年に閉店。跡には2011年3月に食品館あおば東田町店が開店した。住宅棟4階から19階にかけては、1DKから4LDKまで計100戸の住居が入る。グリーン館の屋上には、川崎区を放送エリアとするコミュニティ放送局『FM大師』の送信所が設置されている。